# 坂東正明
坂東 正明（ばんどう まさあき、1955年 - ）とは、元レーシングチーム監督、現株式会社GTアソシエイション（GTA）代表取締役社長。RACING PROJECT BANDOH会長。態度と低い声から「坂東親分」、「坂東組長」などと呼ばれ、チームも「爆走坂東組」と呼ばれる。長男は現レーシングプロジェクトバンドウ監督の坂東正敬。

## 略歴
北海道生まれ。大学中退後19歳でトヨタ東京カローラ（現：トヨタモビリティ東京）に入社、ジムカーナを手始めに20歳でレースデビュー。以後110サニー、27レビン耐久、ガッツパプリカ、KP61のレースに参戦。同時に魚河岸、カーショップと渡り歩き、28歳のときライトバン一つで坂東商会を設立、レーシングチューナーとして名を馳せる。
本業のレースの傍ら、テレビ、雑誌でも幅広く活動を展開中。2008年現在もGAORAのスーパー耐久中継に解説者として出演している。また後進の育成も行っており、土屋圭市・織戸学・谷口信輝など、レース業界では少数派の、カート経験の少ない走り屋出身のレーサーを起用する特徴がある。
2007年には債務超過問題が発覚したSUPER GT（旧全日本GT選手権）の運営を引き継ぎ、当時はまだ任意団体であったGTAの「GTA委員会委員長」に就任。チームの監督は正敬が代行する。2008年4月にGTAが正式に法人化されたことに伴い、初代社長に就任した。
2008年8月19日、GTA代表取締役に専念するため、有限会社坂東商会・株式会社レーシングプロジェクトバンドウの経営を板東正敬に譲る。

## エピソード
- 他チームのマシンが原因でレースをリタイアした場合にそのチームのガレージに怒鳴り込む事も多々あり、「坂東組長」の名に恥じない活躍もしている。あるレースでリタイアの原因になったホイール（接触されて凹んでいる）を相手チームのガレージに持って行き、怒号と一緒に放り投げ、カランカラン…カランカランカラン……と静まりかえったガレージに響き渡らせた。（『激走!GT』で土屋圭市がコメント）
- 趣味は魚釣りである。腕前もプロ級でフィッシング雑誌の表紙を飾った事もある。（つり情報 №688号）
- 20年程前、『ビートたけしのスポーツ大将』というTV番組でたけし軍団がレース参戦するコーナーを担当。つまみ枝豆がピットロードでクラッシュするなど散々な結果となった。
- 首都高バトルを土屋圭市と連名で発売した。